# 米蘭·加基奇
米蘭·加基奇（1996年1月28日—）是一位塞爾維亞足球運動員。在場上的位置是中場。他現在效力於塞爾維亞足球超級聯賽球隊OFK貝爾格萊德足球俱樂部。他也代表塞爾維亞各級國青隊參賽。